# Mitumbabergen
Mitumbabergen (franska: Monts Mitumba) är en bergskedja av vulkaniskt ursprung, i det östafrikanska gravsänkesystemet. Den sträcker sig genom östra Kongo-Kinshasa, väster om Kivusjön och Tanganyikasjön. De högsta topparna är Mont Kahuzi (3 308m) och Mont Biéga (2 790m), vilka båda är slocknade vulkaner.